# Аероп (сын Кефея)
Аероп (или Аэроп, др.-греч. Ἀέροπος) — персонаж древнегреческой мифологии, из Тегеи (Аркадия). Сын Кефея, отец Эхема. Либо сын Фегея. По тегейскому сказанию, сын Аэропы, дочери Кефея, от Ареса. Его мать умерла при родах, а мальчик сосал молоко из её груди. Поэтому есть святилище Ареса Афнея.